# Lijst van rijksmonumenten in Vught (gemeente)
De gemeente Vught telt 144 inschrijvingen in het rijksmonumentenregister. Hieronder een overzicht. 

## Cromvoirt
De plaats Cromvoirt telt 3 inschrijvingen in het rijksmonumentenregister.
| Object | Oorspronkelijke functie? | Bouwjaar                                 | Architect | Locatie                | Coördinaten?                  | Nr.?   | Afbeelding                  |
| --- | ------------------------ | ---------------------------------------- | --------- | ---------------------- | ----------------------------- | ------ | --------------------------- |
| Boerderij onder rieten wolfdak, met middenlangsdeel boven welks toegang het wolfeinde op een schuin schot met laadvenster en luik voor de hooizolder | Boerderij                |                                          |           | Pepereind 9            | 51° 39' 27" NB, 5° 14' 26" OL | 38172  | Meer afbeeldingen           |
| Langgevelboerderij | Boerderij                | 1752 (kern) 1877 (gevel) ca. 1930 (stal) |           | St. Lambertusstraat 89 | 51° 39' 46" NB, 5° 13' 20" OL | 521330 | Langgevelboerderij          |
| Schuif van de Bossche Sloot | Waterkering en -doorlaat | 1900                                     |           | Gementweg Ongenummerd  | 51° 40' 14" NB, 5° 13' 19" OL | 521342 | Schuif van de Bossche Sloot |

## Helvoirt
De plaats Helvoirt telt 27 inschrijvingen in het rijksmonumentenregister. Zie de lijst van rijksmonumenten in Helvoirt voor een overzicht.

## Vught
De plaats Vught telt 114 inschrijvingen in het rijksmonumentenregister. Zie de Lijst van rijksmonumenten in Vught voor een overzicht.
's-Hertogenbosch ·
Alphen-Chaam ·
Altena ·
Asten ·
Baarle-Nassau ·
Bergeijk ·
Bergen op Zoom ·
Bernheze ·
Best ·
Bladel ·
Boekel ·
Boxtel ·
Breda ·
Cranendonck ·
Deurne ·
Dongen ·
Drimmelen ·
Eersel ·
Eindhoven ·
Etten-Leur ·
Geertruidenberg ·
Geldrop-Mierlo ·
Gemert-Bakel ·
Gilze en Rijen ·
Goirle ·
Halderberge ·
Heeze-Leende ·
Helmond ·
Heusden ·
Hilvarenbeek ·
Laarbeek ·
Land van Cuijk ·
Loon op Zand ·
Maashorst ·
Meierijstad ·
Moerdijk ·
Nuenen, Gerwen en Nederwetten ·
Oirschot ·
Oisterwijk ·
Oosterhout ·
Oss ·
Reusel-De Mierden ·
Roosendaal ·
Rucphen ·
Sint-Michielsgestel ·
Someren ·
Son en Breugel ·
Steenbergen ·
Tilburg ·
Valkenswaard ·
Veldhoven ·
Vught ·
Waalre ·
Waalwijk ·
Woensdrecht ·
Zundert